# Thylamys fenestrae
Thylamys fenestrae — вид ссавців з родини Опосумові (Didelphidae). Цей вид був недавно був підвищений до рівня виду, на основі морфології. Зразки призначені для цього таксона раніше були включені в Т. pallidior. Визнаний як повноправний вид Martin (2009) за морфологічними та морфометричними ознаками, хоча і вважається як частина Т. pallidior по Giarla et al. (2011) на основі молекулярних даних. Пізніше, Formoso et al. (2011) документально підтвердив, що морфологічні ознаки, які нібито діагностували fenestrae потрапляють в діапазон Т. pallidior.